# 銀皮症

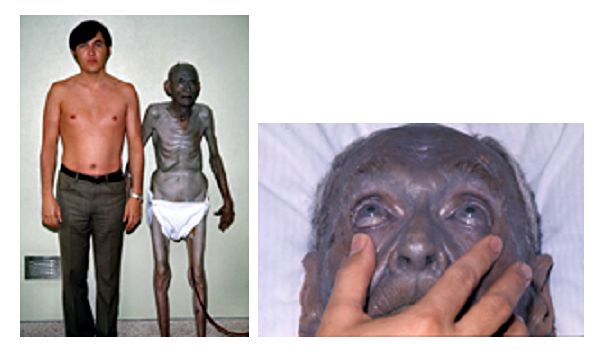
全身性銀皮症

銀皮症（ぎんぴしょう、もしくは銀沈着症）とは、銀によって引き起こされるびまん性の色素増強作用のことである。
国際科学用語 (ISV)ではargyros（アルギローズ）と表され、これはギリシア語の ἄργυρος に由来している。 銀皮症において最も劇的な症状は、皮膚が青色もしくは青みがかった灰色に着色することである。全身もしくは局所で見られ、目で起こった場合には特に結膜銀症もしくは角膜銀症と呼ばれる。

## 生物学的作用
動物やヒトにおいて、銀は長い時間をかけて徐々に体内に蓄積される。銀の慢性的な摂取によって、皮膚に銀もしくは硫化銀の粒子の蓄積が生じる。銀の感光性が写真撮影に利用されるように、皮膚に蓄積されたこれらの粒子が日光に曝露されて黒ずむことで肌が青色もしくは灰色に変色する。この症状は銀皮症として知られている。銀の慢性的な摂取は、目（角膜・結膜銀症）や他の臓器への銀の蓄積にも繋がる。局部的な銀皮症は銀を含んだ物質の局所使用の結果として起こり、一方で全身性の銀皮症は銀を含んだ物質の慢性摂取の結果生じる。銀皮症は通常不可逆なものであると考えられており、外観の変化を最小限にするための唯一の実用的な方法は日光を避けることとされているが、充分な治療効果が得られる手法としてはレーザー治療が用いられている。有害物質疾病登録局 (ATSDR) は銀皮症を「見た目の問題」であり有害ではないと述べるが、それは外観を損なうため社会的に衰弱する人もいる。
銀もしくは銀の化合物は外部感染の治療や医療器具に使われており、ランズダウンは「銀は人体において低い毒性を示し、最小リスクは臨床曝露が原因であると予想される」と述べている。ランズダウンはまた、「銀製剤（とくにコロイド状銀）の慢性的な摂取もしくは吸入は、皮膚（銀皮症）、目（角膜・結膜銀症）および他の臓器において金属銀もしくは硫化銀の沈着を引き起こす。これらは生命を脅かすような疾患ではないが、美容上好ましくない」とも述べている。この見解はATSDRにも支持されており、他の機関によっても支持されている。1件の死亡例としては、著者がその死を銀の毒性に起因していると感じた医学文献によって報告された。この場合、71歳の男性は度重なる銀コロイドの経口摂取の後、てんかん重積症が発症した。1991年にアメリカ合衆国環境保護庁によって発表された参照用量 (RfD) によると、生涯においての相当な悪影響のリスクを招く可能性が低いとされる推定一日暴露量の推奨値は5 µg/kg/day（体重1キログラム当たり、1日に5マイクログラムの銀への曝露）であるとされる。

## 歴史
少なくとも20世紀初頭から、医師は銀もしくは銀の化合物が肌やその他の体内組織を灰色もしくは青灰色に変化させるという事を知っていた。銀皮症は数か月から数年の長期間に渡って大量に銀を摂取もしくは吸入した人々に発生した。銀を製造する工場で働く人々もまた銀もしくは銀の化合物を吸入し、過去にはこれらの労働者の一部においても銀皮症は見られた。しかしながら、これらの労働者における銀皮症を引き起こした空気中の銀濃度と曝露時間の長さは知られていない。歴史的に、微細な銀粒子を液体に懸濁させた懸濁液であるコロイド状銀は様々な病気を治療する内服薬として用いられてきた。1940年代には、そのようなコロイド状銀は安全かつ効果的な現代的な抗生物質の発達および銀皮症への懸念、銀化合物の他の副作用によって使われなくなった。しかしながら、コロイド状銀の医学的効果の宣伝や小口、インターネットによる販売は続いており、2007年にはカナダ保健省による注意喚起や、オーストラリア治療製品局による被害事例報告などがされている

## コロイド状銀
1990年代から、「コロイド状銀」は根拠のない代替医療製品として販売されており、有効性が主張されているが、一部の管区では違法となっている。医学当局は、公表された医学文献にあるように、立証された効能の欠如と副作用の危険性のためにコロイド状銀製剤の使用に対して勧告を行った。
コロイド状銀製剤は、活性な殺菌性の銀イオンよりもむしろ、不活性な金属銀が主に運ばれる。生体内においてコロイド状銀の効能を支持するエビデンスは存在しない。いくつかの試験管試験においては、コロイド状銀に抗菌効果が示されたが、インターネット上で市販されるコロイド状銀溶液を用いた2004年の研究ではそのような効果は示されなかった。ごく最近では、ナノ-コロイド状銀製品が銀皮症を引き起こさないという主張がされるが、独立した研究が不足しているため引き起こすとも引き起こさないとも証明されていない。
コロイド状銀の使用による銀皮症の著名なケースとしては、2002年および2006年にモンタナ州のアメリカ合衆国上院に立候補したリバタリアン党のスタン・ジョーンズがいる。ジョーンズは2000年問題によって抗生物質が入手できなくなることを恐れ、自家製の銀製剤を消費するによって銀皮症となった。ジョーンズは、最もよく知られている写真は「加工されたものである」と主張したにもかかわらず、彼の特異な肌の着色は失敗した選挙運動についてのメディア報道によって顕著に特集された。ジョーンズは、戦術として彼の銀色の容貌を利用したわけではないと断言した。彼は民間療法としてのコロイド状銀の使用を推奨し続けており、肌の色が変わったことを除けば彼が健康であることはコロイド状銀の使用の結果であると述べている。
2007年12月20日、世界の報道機関はカリフォルニア州のポール・キャラソンについて公表した。彼は顔にできた膿瘻、皮膚炎、呑酸および他の問題を治療するために、蒸留水、塩および銀を使って自ら調剤したコロイド状銀を作成、使用した後、全身の皮膚が徐々に青く変化していった。これは、彼がコロイド状銀を長年に渡って毎週1 ガロン飲み続けたために起こった。